# Sonate K. 544
La sonate K. 544 (L.497) en si bémol majeur est une œuvre pour clavier du compositeur italien Domenico Scarlatti.

## Présentation
La sonate en si bémol majeur K. 544, notée Cantabile, est un prélude au numéro suivant, la sonate la plus dense et échevelée de toute l'intégrale. Chaque séquence de la K. 544 est ponctuée de petites cadences et comporte une mesure à vide avec points d'orgue au centre de chaque section, avant le retour du motif d'ouverture.

## Manuscrits
Le manuscrit principal est le numéro 31 de Parme XV (Ms. A. G. 31420) copié en 1757 ; les autres manuscrits sont Münster I 79 (Sant Hs 3964) et Vienne D 29 (VII 28011 D). Une copie figure à Barcelone, Ms. M 1964 (no 21), dans un recueil de 39 sonates de Scarlatti collecté au milieu du XVIIIe siècle.

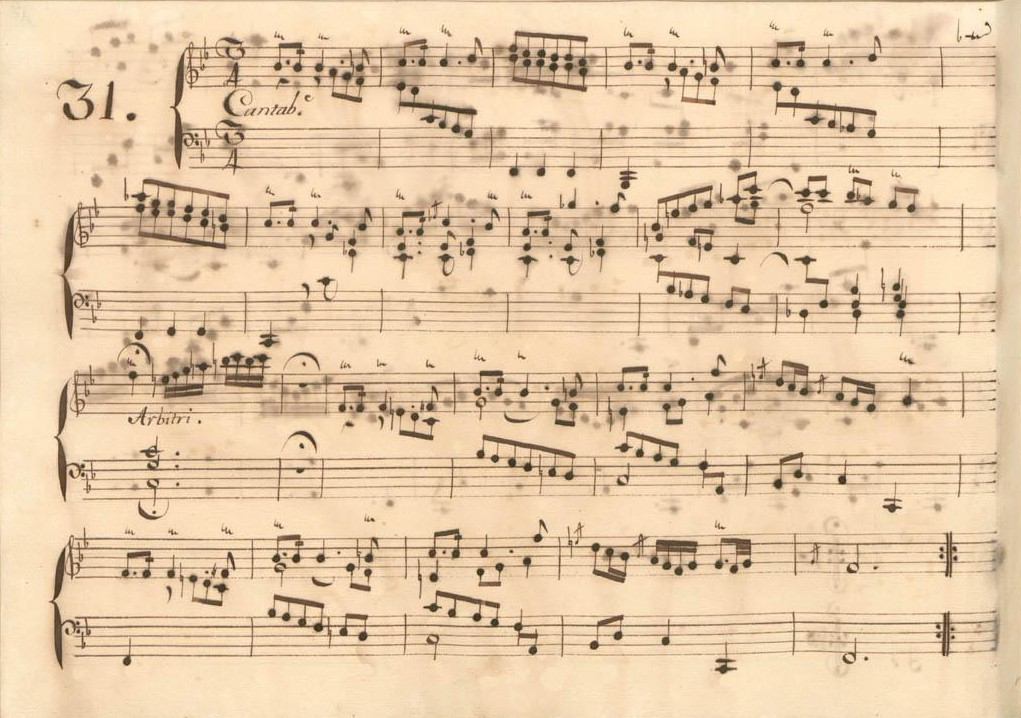
Parme XV 31.

## Interprètes
La sonate K. 544 est défendue au piano notamment par Christian Zacharias (1981, EMI), Alexis Weissenberg (1985, DG), András Schiff (1987, Decca), Eteri Andjaparidze (1994, Naxos, vol. 1), Michelangelo Carbonara (2010, Brilliant Classics), Carlo Grante (2013, Music & Arts, vol. 4), Daria van den Bercken (2017, Sony) et Julius Asal (2023, DG).
Au clavecin, elle est enregistrée par Wanda Landowska, Ralph Kirkpatrick (1954, Sony), George Malcolm (1954, Decca), Zuzana Růžičková (1965, Supraphon), Scott Ross (1985, Erato), Virginia Black (1986, EMI), Trevor Pinnock (1986, Archiv), Robert Wooley (1987, EMI), Ton Koopman (1988, Capriccio), Colin Booth (1994, Olympia), Luc Beauséjour (1995, Analekta), Fabio Bonizzoni (2003, Glossa), Richard Lester (2007, Nimbus, vol. 7), Pieter-Jan Belder (Brilliant Classics) et Pierre Hantaï (2018, Mirare, vol. 6).
Elle est interprétée également à l'accordéon par Teodoro Anzellotti (2001, Winter & Winter) et par les guitaristes, notamment Leo Brouwer qui en a donné une transcription, enregistrée pour le label Erato (1974), parmi une douzaine de sonates, Eduardo Fernández (1993, Decca) et Pascal Boëls (2001, Calliope).

## Sources
: document utilisé comme source pour la rédaction de cet article.
- (en) Kathleen Dale, « Domenico Scarlatti: His Unique Contribution to Keyboard Literature », Proceedings of the Royal Musical Association, no 74,‎ 1948, p. 33–44 (ISSN 0080-4452, OCLC 865210389, lire en ligne)
- Ralph Kirkpatrick (trad. de l'anglais par Dennis Collins), Domenico Scarlatti, Paris, Lattès, coll. « Musique et Musiciens », 1982 (1re éd. 1953 (en)), 493 p. (ISBN 978-2-7096-0118-4, OCLC 954954205, BNF 34689181).
- Alain de Chambure, « Domenico Scarlatti : Intégrale des sonates — Scott Ross », Erato (2564-62092-2), 1985 (OCLC 891183737) .
- (es) Celestino Yáñez Navarro (thèse), Nuevas aportaciones para el estudio de las sonatas de Domenico Scarlatti. Los manuscritos del Archivo de Música de las Catedrales de Zaragoza, Université autonome de Barcelone, 2016 (lire en ligne)